# Mikaela Engell
Pour les articles homonymes, voir Engell.
Mikaela Engell, née le 4 octobre 1956 à Copenhague (Danemark), est une fonctionnaire danoise. Elle est haut-commissaire du Groenland de 2011 à 2022.

## Biographie
Mikaela Engell est directrice au ministère des Affaires étrangères de 2001 à 2005, puis consultante en chef auprès du ministère des Affaires étrangères sur les questions groenlandaises et arctiques de 2005 à 2011. 
Nommée haut-commissaire au Groenland par la souveraine danoise, elle est en fonction du  1er avril 2011 au 30 avril 2022.

## Sources
- (en) Le haut-commissaire sur le site internet du Premier ministre danois